# Cars 3 - In gara per la vittoria
Cars 3 - In gara per la vittoria (Cars 3: Driven to Win) è un videogioco basato sul film d'animazione Disney-Pixar Cars 3; sviluppato dalla Avalance Software, è stato pubblicato il 13 giugno 2017 nel Nord America dalla Warner Bros. Interactive Entertainment per Nintendo Switch, Wii U, PlayStation 3, PlayStation 4, Xbox 360 e Xbox One. In seguito è stato distribuito anche in Europa ed in Australasia il 14 luglio ed infine in Giappone il 20 luglio dello stesso anno.
Il gioco è stato il primo sviluppato da Avalanche Software, acquisita in quell'anno proprio da Warner Bros. Games in seguito alla chiusura di Disney Interactive Studios avvenuta nel maggio 2016.

## Modalità di gioco
Le modalità di gioco disponibili sono le seguenti:
- Corsa: i giocatori gareggiano gli uni contro gli altri. Il primo che taglia il traguardo vince.
- Sfida automobilistica: una modalità Corsa con l'aggiunta di varie armi da usare contro gli avversari.
- Show delle acrobazie: i piloti devono totalizzare punti effettuando salti e acrobazie aeree. Vince chi, allo scadere del tempo, ha totalizzato più punti.
- Eliminazione: il o i giocatori, lasciati soli nel tracciato, devono usare le armi trovate in pista per eliminare quante più "auto impazzite" possibili prima che il tempo scada.
- Sfida miglior giro: il o i giocatori devono completare un giro nel miglior tempo possibile. La pista è sgombra da qualsiasi auto, ad eccezione dei o del giocatore.
- Eventi per esperti: sono quattro eventi, uno per ciascuna tipologia tra quelle elencate in precedenza (ad eccezione della sfida miglior giro), che fungono da boss. Vincendo un evento, si sblocca il personaggio corrispondente. Per poter disputare un evento per esperti bisogna aver completato un certo numero di prove di abilità (vd. sotto).
- Coppe: sono eventi con 3 gare di tutte le precedenti modalità (tranne la sfida miglior giro), che possono essere tutte uguali in ogni evento o miste. A seconda della posizione in cui si arriva (coppe corsa e sfida automobilistica) o dei punti ottenuti (coppe show delle acrobazie ed eliminazione), si possono ottenere premi di grado oro, argento e bronzo. Si distinguono in coppe ufficiali (dove ci sono 3 eventi possono essere tutti della stessa modalità o di modalità diverse), dove si ottiene un premio alla fine, e coppe personalizzate (dove il giocatore prepara tutti gli eventi), dove non c'è il premio finale.
- Gioco di squadra sponsorizzato: una modalità di gioco multigiocatore dove si possono scegliere tre modalità di gioco (Tutti i primi quattro eventi e le coppe, ufficiali o personalizzate) dove i giocatori possono scegliere una squadra con cui gareggiare (2 squadre su WII U e PS3, 4 su tutte le altre console) e con alla fine di ogni gara il punteggio delle squadre che varia a seconda della posizione in cui si arriva.

Dal menù si può inoltre accedere alla Pista acrobatica di Thomasville, dove si può guidare ed esercitarsi nelle acrobazie senza un particolare obiettivo e senza limiti di tempo. Nella pista si possono anche trovare delle sfide opzionali da portare a termine.
Nel gioco è anche presente una Hall of Fame, dove sono raccolte le informazioni sulle Prove di abilità già completate e su quelle ancora da completare compiendo determinate azioni. È richiesto il completamento di un certo numero di prove di abilità per accedere a ciascun evento per esperti.

## Pista acrobatica di Thomasville
Come detto prima, dal menù principale si può accedere alla Pista acrobatica di Thomasville, un luogo dove si può fare acrobazie, migliorare le abilità di guida o semplicemente guidare in giro. Lungo la pista si trovano 10 cappelli di Mack, che, una volta presi tutti, consentono di sbloccare il personaggio.

### Sfide
Lungo la pista, si possono trovare delle sfide opzionali da portare a termine. Ogni sfida ha un tempo determinato (variabile a seconda della sfida scelta) e con un punteggio massimo basato sugli elementi eliminati (mentre nelle sfide multigiocatore si basa su quante volte si prendono gli avversari con le armi), con anelli di bronzo, oro e argento (che appaiono a seconda del punteggio ottenuto) e di 5 diverse modalità con ognuna 3 sfide:
- Festa dei palloncini: il  o i giocatori devono far scoppiare palloncini per fare punti, come negli show delle acrobazie. Per ottenere il bronzo, bisogna far scoppiare 60 palloncini, per l'argento 80 palloncini e per l'oro 100 palloncini.
- Collezione d'olio: il o i giocatori devono distruggere lattine d'olio per fare punti. Per ottenere il bronzo, bisogna distruggere 18 lattine, per l'argento 24 lattine e per l'oro 30 lattine.
- Traina e lancia: il o i giocatori devono fare punti rimorchiando palle da demolizione per distruggere bersagli esplosivi. Per ottenere il bronzo, bisogna distruggere 6 bersagli, 8 per l'argento e 10 per l'oro.
- Esplosioni di bersagli: il o i giocatori devono raccogliere le armi che trovano nel percorso (tripli razzi o bombe) per distruggere bersagli esplosivi e fare punti, come negli eventi eliminazione. Per ottenere il bronzo, bisogna distruggere 18 bersagli, 24 per l'argento e 30 per l'oro
- Sfida automobilistiche multigiocatore: i giocatori devono raccogliere le armi che trovano nel percorso per spararsi a vicenda e fare punti. Allo scadere del tempo, vince il giocatore cn il punteggio più alto.

## Personaggi giocabili
I personaggi giocabili sono:
- Saetta McQueen
- Cruz Ramirez
- Carl Attrezzi
- Sally Carrera
- Ramone
- Guido
- Cricchetto Audace d'Impatto (sbloccabile vincendo lo Show delle acrobazie per esperti)
- Bobby Swift
- Brick Yardley
- Chick Hicks (sbloccabile vincendo l'Eliminazione per esperti)
- Natalie Certain
- Favoloso Saetta McQueen
- Arvy
- Dr. Damage
- Miss Fritter (sbloccabile vincendo la Sfida automobilistica per esperti)
- Cam Spinner
- Rich Mixon
- Jackson Storm (sbloccabile vincendo la Corsa per esperti)
- Junior Moon
- Louise Nash
- River Scott
- Smokey
- Mack (sbloccabile ottenendo tutti i suoi 10 cappelli sulla Pista acrobatica di Thomasville)